# Saitama Seibu Lions
Die Saitama Seibu Lions (jap. 埼玉西武ライオンズ, saitama seibu raionzu) sind eine japanische Baseball-Profimannschaft in der Pacific League. Das Team befindet sich im Besitz der Seibu Group, zu der die Eisenbahngesellschaft Seibu Tetsudō und die Hotelkette Prince Hotels gehören. Heimat der Lions ist Tokorozawa in der Präfektur Saitama. Die Mannschaft ist dreizehnfacher japanischer Meister. Sie beendete die Saison 2008 als Erster der Pacific League und gewann in der Nihon Series 2008 den Meistertitel gegen die Yomiuri Giants.

## Geschichte

Die Platzierungen der Lions in der Pacific League seit 1950, die roten Punkte markieren Meistertitel.

Das Team war 1950 als Nishitetsu Clippers Gründungsmitglied der Pacific League und im Besitz der Eisenbahngesellschaft Nishi-Nippon Tetsudō (kurz: Nishitetsu). Heimat des Teams war Fukuoka. 1951 fusionierten die Clippers mit den Nishi-Nippon Pirates zu den Nishitetsu Lions, die in den 1950er Jahren sehr erfolgreich waren, als sie dreimal in Folge (1956–1958) die Nihon Series gegen die Yomiuri Giants gewannen.
1973 wechselten die Lions den Besitzer und gewannen einen neuen Sponsor, Taiheiyō Club, ein Unternehmen, das Golfclubs und Ferienresorts betreibt, und hießen für vier Jahre Taiheiyō Club Lions. 1977 und 1978 sponserte die Feuerzeuggesellschaft Crown Gas Lighter die Lions, das Team spielte unter dem Namen Crown Lighter Lions. Sportlich erlebten die Lions in den 1960er und vor allem den 1970er Jahren einen Niedergang: Lediglich 1963 holten sie den Titel in der Pacific League, unterlagen dann aber in der Nihon Series. Zwischen 1970 und 1979 wurden sie sechs Mal Sechster, d. h. letzter der Pacific League.
1978 wurden die Lions schließlich an die Seibu Tetsudō verkauft und spielen seitdem als Seibu Lions in Tokorozawa, wo im April 1979 das Seibu Lions Stadion (西武ライオンズ球場, seibu raionzu kyūjō) fertiggestellt wurde. In den 1980er und 1990er Jahren dominierten die Lions die Pacific League, beendeten die Saison 13 Mal als Erster und gewannen dabei achtmal die Nihon Series. Seit dem 1. Januar 2008 heißt das Team offiziell Saitama Seibu Lions.
In den letzten Jahren ließ die Dominanz nach – im 21. Jahrhundert gelang ihnen bisher nur dreimal die Teilnahme an der Nihon Series – und vor dem Hintergrund der Finanzkrise der Eignergesellschaft hatten auch die Lions mit finanziellen Engpässen zu kämpfen.
Seit ihrer Gründung 1950 weisen die Lions mehr Siege als Niederlagen auf: Die Siegquote bis 2010 betrug .532 bei 4167 Siegen, 3661 Niederlagen und 325 Unentschieden.

## Stadion

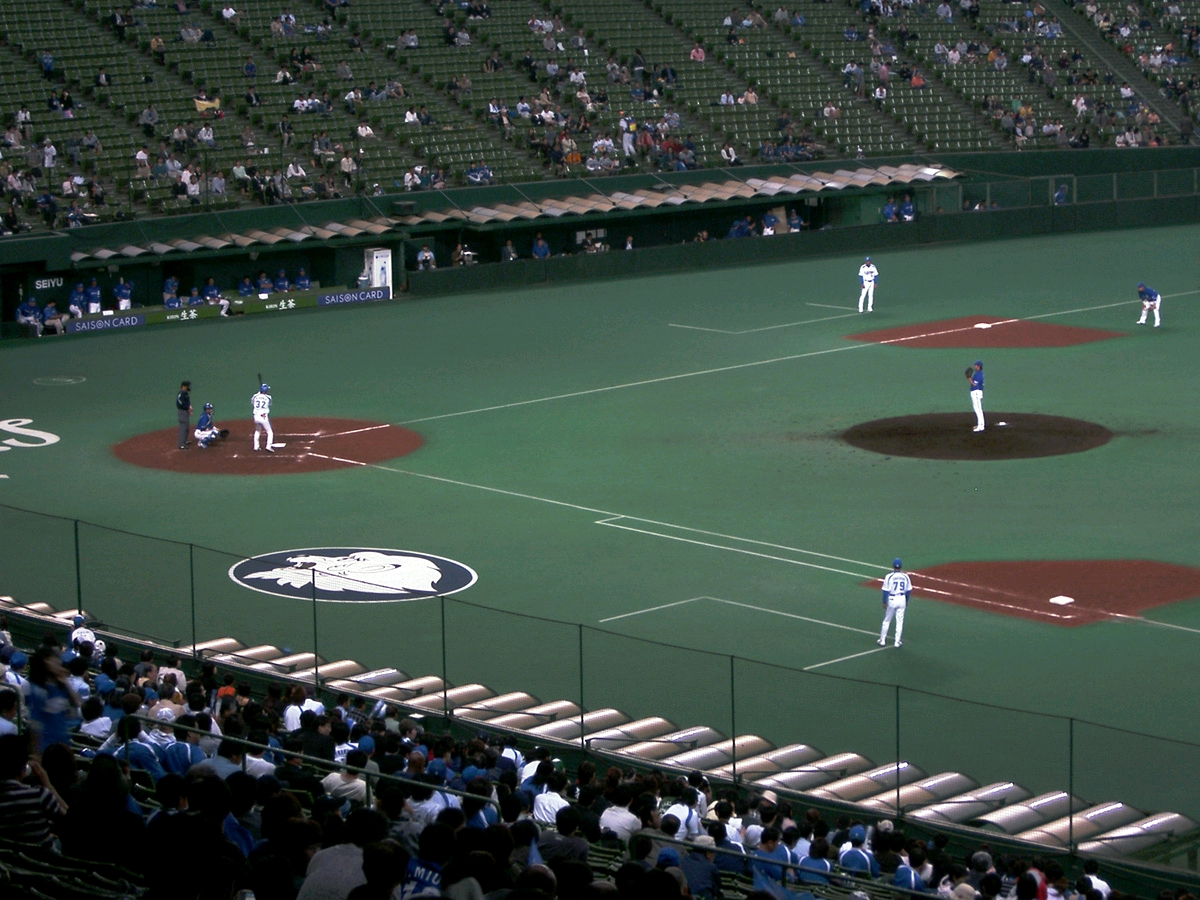
Die Yokohama BayStars zu Gast im Seibu Dome.

Das Seibu Lions Stadion in Tokorozawa erhielt zwischen 1997 und 1999 ein Dach und hieß seitdem Seibu Dome. Für 2005 und 2006 wurden die Namensrechte an das Unternehmen Invoice verkauft, das Stadion hieß Invoice Seibu Dome. Januar 2007 erfolgte ein Verkauf dieser Rechte an den Personaldienstleister Goodwill Group und damit eine Namensänderung zu Goodwill Dome, jedoch wurde der Vertrag 2008 vorläufig beendet und das Stadium trug wieder den Namen Seibu Dome. Seitdem folgten nochmals mehrere Namensänderungen; seit 2017 gilt die Bezeichnung MetLife Dome.
Das Stadion fasst mit Stand 2015 35.556 Zuschauer. Der Bahnhof Seibukyūjo-mae direkt am Seibu Dome bedient eine Nebenlinie der Seibu Ikebukuro-Linie nach Ikebukuro. Außerdem verbindet der Peoplemover Leo Liner das Stadion mit dem Seibu-Vergnügungspark.

## Berühmte Spieler und Manager
Der gegenwärtig berühmteste ehemalige Seibu-Spieler ist der Major League Pitcher Daisuke Matsuzaka („Dice-K“), der im November 2006 für eine Ablösesumme von 6 Mrd. Yen (rund 52 Mill. US-Dollar) zu den Boston Red Sox wechselte. Matsuzaka hatte nach einem legendären Auftritt im Kōshien (dem landesweit beachteten High-School-Turnier) seit 1999 für die Lions gespielt und dabei 108 Siege für die Lions eingefahren.
Wichtige Spieler der „Goldenen Zeit“ der Lions in den 1980er und 90er Jahren waren die Pitcher Kimiyasu Kudō, Osamu Higashio und Kuo Taiyuan (Kaku Taigen), der Catcher Tsutomu Itō, Outfielder Kōji Akiyama und die Infielder Kazuhiro Kiyohara, Hiromichi Ishige und Orestes Destrade.
Auch der von 2008 bis 2013 amtierende Manager Hisanobu Watanabe spielte zwischen 1984 und 1997 14 Jahre als Pitcher für die Lions. Der derzeitige Manager Hatsuhiko Tsuji (Stand: 2018) spielte von 1984 bis 1995 für die Lions und war als geschickter Second Baseman bekannt.

## Logo
Logo und Maskottchen der Lions ist ein weißer Löwe, der auf die Manga-Figur Kimba von Osamu Tezuka zurückgeht.

## Minor-League-Team
- Eastern League, Goodwill: Tokorozawa, Präfektur Saitama